# Tボックス

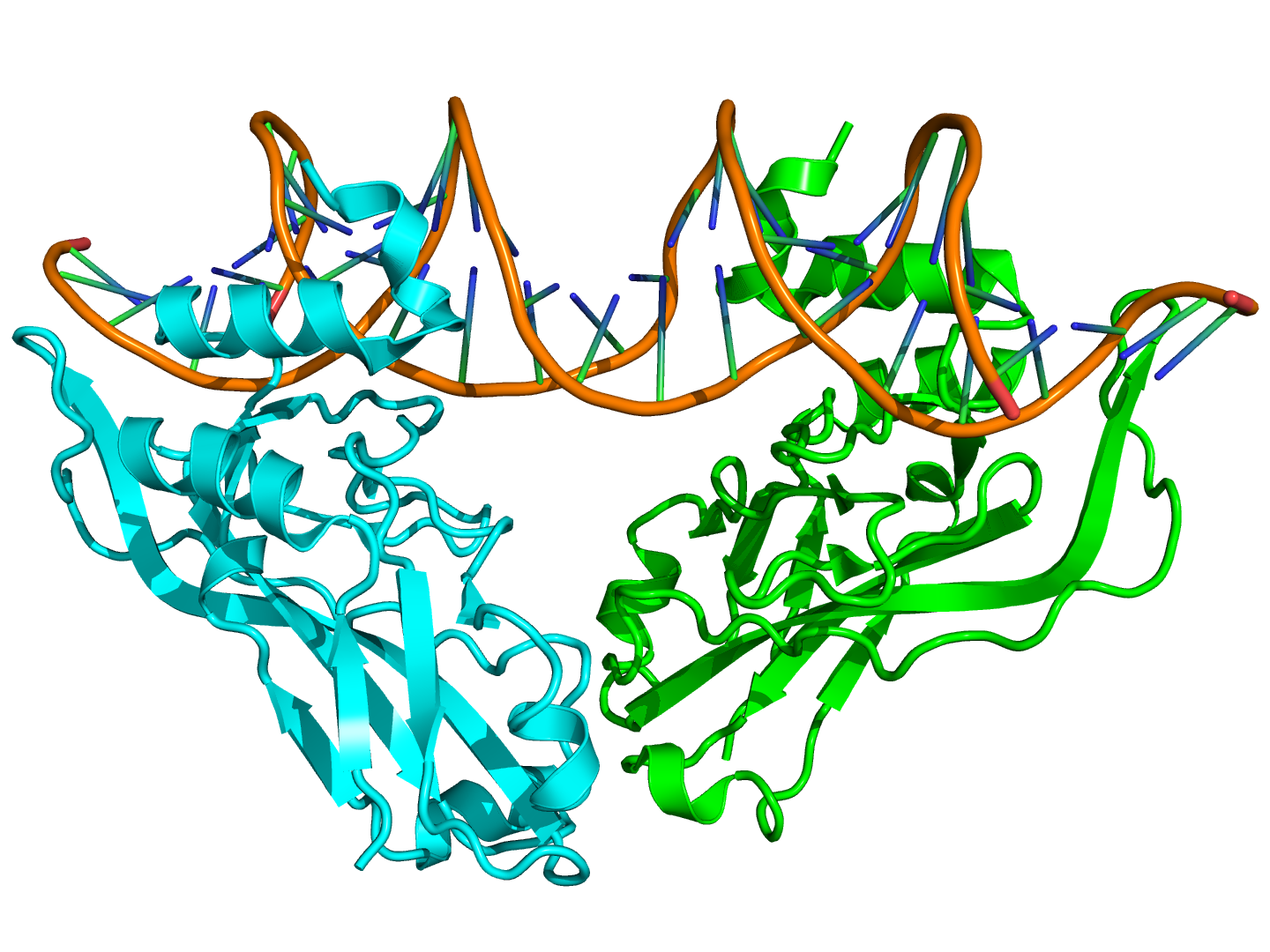
Tボックス（TBX3タンパク質）

Tボックス(T-box) は、脚および心臓の発生に関与する一群の転写因子である 。
ヒトおよびある種の動物では、TBX5の遺伝子発現は拇指三節症や心室中隔欠損、Holt-Oram 症候群の原因となる。
TBX3 は尺骨乳房症候群の原因となる。